# Бистшиця-Дольна
Бистшиця-Дольна (пол. Bystrzyca Dolna, нім. Nieder Weistritz) — село в Польщі, у гміні Свідниця Свідницького повіту Нижньосілезького воєводства.
Населення — 663 особи (2011).
У 1975-1998 роках село належало до Валбжиського воєводства.

## Демографія
Демографічна структура станом на 31 березня 2011 року:
|          | Загалом | Допрацездатний вік | Працездатний вік | Постпрацездатний вік |
| -------- | ------- | ------------------ | ---------------- | -------------------- |
| Чоловіки | 335     | 66                 | 242              | 27                   |
| Жінки    | 328     | 50                 | 220              | 58                   |
| Разом    | 663     | 116                | 462              | 85                   |